# Ернесто Форца
Ернесто Форца (італ. Ernesto Forza, 21 серпня 1900, Рим - 13 квітня 1975, Рим) - італійський адмірал, учасник Другої світової війни. Нагороджений Золотою медаллю «За військову доблесть».

## Біографія
Ернесто Форца народився 21 серпня 1900 року у Римі. У 1916 році вступив до Військово-морської академії в Ліворно, яку закінчив у 1921 році в званні гардемарина. Ніс службу на низці кораблів, зокрема на лінкорі «Конте ді Кавур», крейсері «Піза», есмінцях «Розоліно Піло» та «Карло Мірабелло».
У 1928 році отримав звання лейтенанта, пройшов навчання на пілота-аеророзвідника та ніс службу у 143-й ескадрильї гідролітаків.
У 1931 році був призначений викладачем у школі аеророзвідки в Таранто. У 1935 році отримав звання капітана III рангу і був призначений капітаном підводного човна «П'єтро Мікка», на борту якого здійснив 2 походи для підтримки франкістів під час громадянської війни в Іспанії.
У 1938 році отримав звання капітана II рангу. У 1939 році на борту крейсера «Дука д'Аоста» брав участь в окупації Албанії.
З початком Другої світової війни був переведений на службу у міністерство військово-морського флоту, де був керівником департаменту аеророзвідки. У червні 1941 року був призначений командиром 2-ї флотилії MAS, яка базувалась на Сицилії. 
24 липня керував торпедним катером MAS 532, що потопив (за іншими даними, лише важко пошкодив) ворожий транспорт «Sydney Star» зі складу мальтійського конвою GM 1, за що був нагороджений Золотою медаллю «За військову доблесть».
У жовтні 1941 року Ернесто Форца був призначений командувачем 10-ї флотилії МАС, яка базувалась в Ла-Спеції. Він спланував численні операції проти ворожих кораблів. У травні 1943 року був призначений начальником штабу 7-ї морської дивізії. 
Отримав звання капітана I рангу, після капітуляції Італії брав участь у війні проти нацистів, командуючи групою десантних засобів.
Після закінчення війни продовжив  службу на флоті. У 1948 році був призначений каптаном крейсера «Джузеппе Гарібальді». Потім керував Інститутом морської війни (італ. Istituto di Guerra Marittima). У 1952 році отримав звання контрадмірала, у 1956 році - дивізійного адмірала.
Надалі командував 1-ю морською дивізією, згодом - Військово-морським департаментом на Сицилії (італ. MARISICILIA). У 1960 році отримав звання ескадреного адмірала.
Помер 13 квітня 1975 року у Римі.

## Нагороди
- Золота медаль «За військову доблесть»
- Срібна медаль «За військову доблесть»
- Хрест «За військову доблесть»
- «За бойові заслуги» (нагороджений тричі)
- Кавалер Ордена Корони Італії
- Кавалер Військового ордена Італії
- Великий офіцер ордена «За заслуги перед Італійською Республікою»